# Soutěž krásy

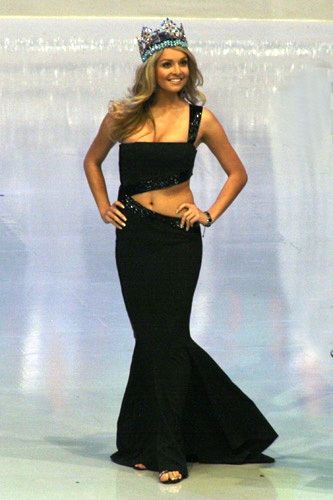
Taťána Kuchařová jako Miss World 2006

Soutěže krásy, z angličtiny známé jako Miss (slečna), se typicky účastní neprovdané ženy, které soutěží o korunku a titul královny krásy.
Soutěže krásy mají charakter:
- národní v jednotlivých státech (Miss České republiky)
- nadnárodní (Miss World, Miss Universe, Miss Earth, Miss Supranational, Miss Europe, Miss Model of the Year)
- regionální (Miss Praha Open, Miss Brno Open, Miss Vysočiny, Miss Znojmo Open, Miss Jihlava Open)
- jiný (Miss pláž, Miss Léta).

V České republice existuje několik celostátních soutěží miss (Miss České republiky, Miss Czech Republic a Česká Miss), podobně je tomu v Německu (Miss Deutschland a Miss Germany) nebo v USA (Miss USA a Miss America). Pořadateli jsou také další subjekty včetně vysokých škol (Miss VŠE, Miss UK, Miss Academia). V přeneseném významu se konají soutěže miss, jako je Miss mokré tričko.
Soutěže krásy byly kritizovány pro svůj údajný neblahý vliv na vnímání vlastního těla u dívek a žen, kdy snaha po dosažení ideálu tělesné krásy vede k nízkému sebehodnocení, depresím a poruchám příjmu potravy.